# The Rebel Set
The Rebel Set est un film américain réalisé par Gene Fowler Jr. et sorti en 1959.

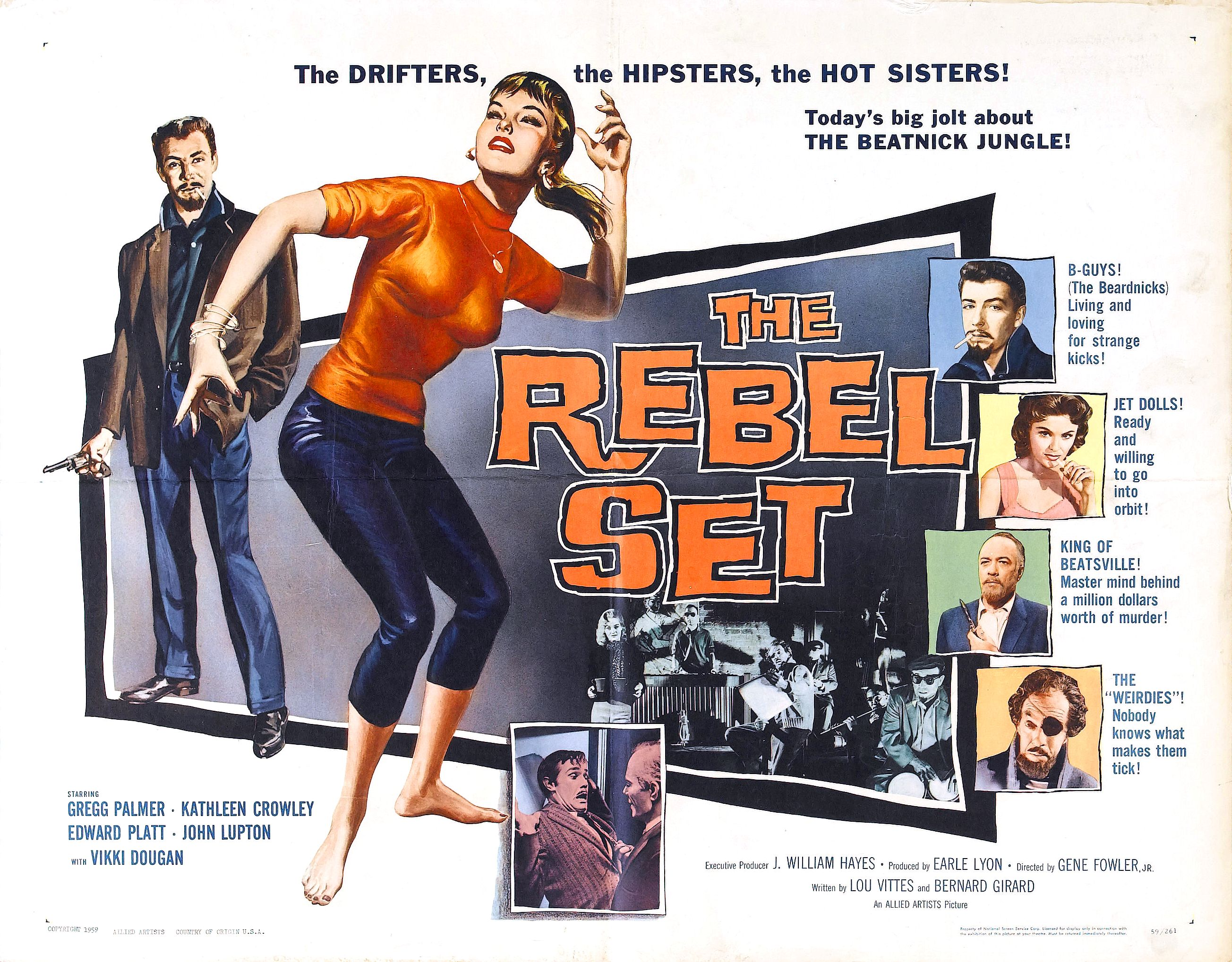
Affiche du film.

Il fait partie des films qui font un lien entre la Beat Generation, la criminalité et la violence.

## Synopsis
M. Tucker, propriétaire d'un café de Los Angeles, embauche trois beatniks malchanceux : l'acteur au chômage John Mapes, l'écrivain en difficulté Ray Miller, et George Leland, le fils capricieux de la star de cinéma Rita Leland, pour participer à un vol de voiture blindée. L'épouse de Mapes, Jeanne, est inquiète pour lui du fait qu'il n'a pas eu de travail depuis plus d'un an.

## Fiche technique
- Réalisation : Gene Fowler Jr.
- Scénario : Bernard Girard, Louis Vittes
- Producteur : J. William Hayes
- Photographie : Karl Struss
- Montage : William Austin
- Musique : Paul Dunlap
- Distributeur : Allied Artists
- Durée : 72 minutes
- Date de sortie :
  - États-Unis : 1959

## Distribution
- Gregg Palmer : John Mapes
- Kathleen Crowley : Jeanne Mapes
- Edward Platt : Mr. Tucker / Mr. T
- John Lupton : Ray Miller
- Don Sullivan : George Leland
- Ned Glass : Sidney Horner
- Collette Lyons : Rita Leland
- Vikki Dougan : Karen, the waitress
- I. Stanford Jolley : King Invader, beat poet
- Barbara Drew : Mrs. Packard
- Cecil Elliott : Train Gossip
- Grace Field : Train Gossip
- Gene Roth : Conducteur du train de New York
- Robert Shayne : Lt. Cassidy
- Gloria Moreland : Bali Dancer
- Byron Foulger : Conducteur du train pour Chicago